# Партія «Сила права»
Політична партія «Сила права»  — українська політична партія, лідером якої є Андрій Сенченко. Партія зареєстрована 18 березня 2005 року під назвою «Партія здоров'я», 5 серпня 2008 року змінила назву на Партія Народної Дії «НАДІЯ» . 5 червня 2019 року після реорганізації, на її основі Мінюстом зареєстрована  Політична партія “Сила права”. Голова – Анатолій Полях.

## Ідеологія
Партія декларує національні, демократичні, патріотичні цінності; виступає за демонополізацію і деолігархізацію економіки. Акцент робиться на завершенні війни з РФ без політичних та територіальних втрат з боку України; відшкодуванні шкоди потерпілим внаслідок війни за рахунок держави-агресора; європейському та євроатлантичному співробітництві.

## Історія
ГО “Всеукраїнський громадський рух «Сила Права»” розпочав діяльність 2014 року і був офіційно зареєстрований Мінюстом 12 червня 2015 року, номер наказу №472/01-01-11. Головою було обрано Андрія Сенченка.
“Сила Права” сформувалась, як правозахисне об’єднання юристів і волонтерів, що подають позви проти держави агресора задля організації юридичного наступу на РФ, фіксації доказів злочинів РФ на території України та допомоги постраждалим громадянам України в отримані компенсації шкоди, завданої внаслідок збройної агресії.
Отримавши за п'ять років більше тисячі судових рішень про встановлення юридичних фактів злочинів РФ та про відшкодування шкоди на користь потерпілих, ВГО почала роботу над зміною законодавчої бази в цьому напрямку і створенням партії.
Політична партія «Сила права» була утворена 5 червня 2019 року шляхом перереєстрації. На першому з’їзді, 10 червня 2019 року, лідером партії обрано Андрія Сенченка, що незадовго до цього вийшов з «Батьківщини», головою призначено Поляха Анатолія Михайловича. Основою партії стала політична частина команди Всеукраїнського громадського руху «Сила права».

## Програма
Головною метою створення партії визначено розробку і реалізацію державної політики з відновлення миру і територіальної цілісності України. Програма партії “Сила права” затверджена з'їздом у вигляді п'яти пунктів, підтримка яких є неодмінною умовою для приєднання до коаліції і відповідно до закону про вибори опублікована в Урядовому кур'єрі:
- Визнання РФ агресором. Кожен квадратний сантиметр української землі та моря має бути повернутий, а збитки, завдані Україні та українцям,  — повністю відшкодовані.
- Представники режиму Януковича є зрадниками України та агентурою РФ, які повною мірою несуть відповідальність за російську агресію проти України та її жахливі наслідки.
- Європейська та Євроатлантична інтеграція є стратегічним зовнішньополітичним курсом України.
- Олігархічно-сировинна модель економіки є загрозою національній безпеці України, спричиняє масову еміграцію громадян і може призвести до незворотних катастрофічних наслідків.
- Метою існування української держави є створення умов для розвитку української нації, самореалізації та щастя кожного українця. Цій меті має бути підпорядкована вся державна політика. Індекс щастя ООН має бути ключовим критерієм визначення ефективності державного управління.

## Структура партії
Керівними органами «СИЛИ ПРАВА» є з’їзд, Політична рада та Центральна контрольно-ревізійна комісія. Голова Політради Анатолій Полях; члени: Окунєв Ігор Сергійович, Куценко Іван Миколайович, Селіфонтьєв Сергій Іванович. Голова контрольно-ревізійної комісії: Севериненко Вадим Андрійович. По всій Україні «СИЛА ПРАВА» має 24 осередки (Зокрема в АР Крим та м. Севастополь).

## Участь у виборах
На дострокових виборах 2019 року  за списками «Сили права» балотуються також кандидати від громадянського руху “Спільна Справа”. Окремі члени партії мають досвід парламентської діяльності, але жодного депутата Верховна Рада України VIII скликання у списках нема.
До виборчого списку партії входять:
1. Андрій Сенченко – лідер партії та голова Всеукраїнського громадського руху «Сила права».
2. Олександр Данилюк – координатор Громадянського руху «Спільна справа», керівник Центру оборонних реформ.
3. Володимир Василенко – заслужений юрист України, Надзвичайний і Повноважний Посол України, доктор юридичних наук, професор, представник України при Європейському Союзі та НАТО, суддя Міжнародного Кримінального Трибуналу з колишньої Югославії, представник України в Раді ООН з прав людини. У 2018 році обраний аудитором НАБУ.
4. Юлія Чорноусько – співзасновник і генеральний директор ЛІГАclub, ведуча телеканалу ОбозTV, радіостанції «Європа Плюс», журналістка.
5. Анатолій Полях – голова політичної партії «Сила права», генерал-майор юстиції у запасі, кандидат юридичних наук, доцент, Заслужений юрист України.
6. Ксенія Талалай – кандидат економічних наук, спеціаліст з комунікацій, ТОВ “Маркетингові рішення”.
7. Олексій Шовкопляс – український дипломат, Посол України у В'єтнамі, Посол України у Королівстві Камбоджа за сумісництвом.
8. Тарас Мокляк – журналіст, ТОВ “Інформаційна агенція “Гілдхол”.
9. Вадим Федосов – експерт з оборонної тематики та розвитку і реформування оборонно-промислового комплексу, майор (запасу), екс-генеральний директор ДП “Завод імені В.О. Малишева”.
10. Вадим Севериненко – виконавчий директор Всеукраїнського громадського руху «Сила права», адвокат.